# فقيه عثمان
الحاج الكياي فقيه عثمان (بالإندونيسية: Fakih Usman)‏ قيادي إسلامي إندونيسي وسياسي تابع لحزب ماشومي، وُلد في جاوة الشرقية في 2 مارس 1904. تولى منصب وزير الشئون الدينية مرتين في جمهورية إندونيسيا في فترة تولي حكومة حليم عام 1950، وأيضًا في ظل تولي الحكومة الوطنية وبالأخص حكومة يلوبوا من عام 1952 وحتى عام 1953. في السنوات الأولى من عمله، انتقده الإسلاميون المحافظون لتورطه مع منظمة إسلامية حديثة تُعرف باسم الجمعية المحمدية.
وُلد فقيه لأب يعمل تاجرًا في غريسيك، إحدى جزر الهند الشرقية الهولندية، ودرس مع والده في بيسنترين، مجموعة من المدارس الإسلامية الداخلية، حتى عشرينيات القرن الماضي. وفي عام 1925، شارك فقيه في الجماعة المُحمدية وترقى في المناصب القيادية حتى أصبح رئيس فرع سورابايا عام 1938. كما كان ناشطًا في السياسة المحلية. وعندما شُكلت مجموعة من المُنظمات الإسلامية التي عرفت باسم الجمعية الإسلامية الإندونيسية، شغل فيها فقيه منصب أمين عام للصندوق. وواصل فقيه العمل في السياسة والمُشاركة في الجمعيات الإسلامية خلال الاحتلال الياباني والثورة الوطنية التي تلت ذلك. وأثناء عمله وزيرًا للشئون الدينية، أشرف فقيه على الإصلاح التعليمي والمؤسسي تزامنًا مع زيادة نفوذه في الجماعة المحمدية. وشغل منصب نائب رئيس المُنظمة تحت إدارة مُختلف القادة قبل أن يختار رئيسًا لها في أواخر عام 1968، وكان ذلك قُبيل أيام من وفاته في إندونيسيا في 3 أكتوبر 1968 عن عمر ناهز 64 عامًا.

## نشأته
وُلد فقيه في غريسيك والتي تقع في جاوة الشرقية في جزر الهند الشرقية. وعمل والده عثمان إسكندر تاجرًا للخشب وكانت والدته، ابنة لأحد العلماء آنذاك، تعمل ربة منزل. وكان الزوجان بإمكانيتهم المُتواضعة يملكون أربعة أطفال آخريين، وأدى افتقارهم إلى نسب رفيع إلى عدم تلقي أطفالهم التعليم في المدارس التابعة لهولندا، وبدلًا من ذلك، درس فقيه الإسلام منذ حداثة سنه وتلقى الكثير من تعاليمه عن والده. في سن العاشرة، بدأ دراسته في مدرسة داخلية في غريسيك، ومن ثم أنهى دراسته بعد أربع سنوات. في عام 1919، واصل دراسته في عدة مدارس داخلية خارج المدينة من ضمنها غريسيك الريفية وفي بونغا المُجاورة.

## عمله مع الجمعية المُحمدية

شعارالجمعية المُحمدية التي انضم إليها فقيه عثمان

على الرغم من استمرار فقيه في دراسته بمفرده، ساعده والده ليُصبح تاجرًا. وعندما افتتحت الجمعية المُحمدية الإسلامية الحديثة فرع في غريسيك، كان فقيه من أوائل الذين انضموا إليها. ونظرًا لنشاطه الدؤوب في الجمعية، أصبح رئيسًا لفرع غريسيك، وخلال سنوات من توليه.وفي ظل قيادته للمُنظمة اعترفت بها رسميًا القيادة المركزية المُحمدية. وأصبح فقيه أكثر شهرة من خلال عمله في المنظمة المُحمدية في غريسيك ونقل بعد ذلك إلى فرع سورابايا، وهي مدينة أكبر. وفي عام 1929 وقع عليه الاختيار للانتقال لمجلس المدينة، واستمر نشاطه في التجارة وإدارة تجارة مواد البناء وبناء السفن، وخلال هذه الفترة عمل في غرفة التجارة المحلية.
عمل فقيه في المجلس الإقليمي للمُحمدية من عام 1932 وحتى 1936، وفي الوقت ذاته، عمل مُحررًا لدى مجلة بنتانج إسلام الرسمية التابعة للمُنظمة بالإضافة إلى عمله في لجنة الشئون القانونية. وتزايد نشاط فقيه ليبدأ في الانتقال، بشكل مُنتظم، من سورابايا إلى شركة الأخشاب في غريسيك. وكان كل هذا الانتقال بواسطة سيارة فقيه الشخصية، ويُعد هذا من قُبيل الترف النادر في ذلك الوقت. ودرس فقيه في وقت فراغه واستمر في تحسين معرفته بالإسلام من خلال دراسته أفكار محمد عبده، إلا أن المُسلمين المُحافظين لم يرق لهم عمل فقيه مع المُنظمة المُحمدية وأطلقوا عليه لقب «الهولندي والحمار الأسود»، وكثيرًا ما كانوا يرمون الحجارة على منزله.
في أول سبتمبر 1937، قامت كل من المُنظمة المُحمدية ونهضة العلماء المُحافظة وجمعية ساركات الإسلامية التعاونية للتجار وعدة جمعيات أخرى، والتي كانت مُتناحرة على مدى عام مضى، بالاتحاد لتشكيل جماعة تظلهم عُرفت باسم المجلس الإسلامي الإندونيسي ومقرها سورابايا، وعمل بها فقيه كأمين عام للصندوق. وفي عام 1938، عُين فقيه رئيسًا لفرع الجمعية المُحمدية في سورابايا خلفًا للرئيس السابق ماس منصور، وبمُضي عامين، بدأ فقيه في العمل بشكل دائم لدى المجلس الإسلامي الإندونيسي واخُتير رئيسًا لصندوقه في مُنتصف سبتمبر عام 1940. وبتوليه لهذا المنصب، قام بتقديم استقالته من منصبه كرئيس لفرع الجمعية المُحمدية في سورابايا وعضويته في مجلس المدينة.

## ماشومي والثورة الوطنية
في التاسع من مارس عام 1942، استسلم الحاكم العام تيجاردافان ستار كبنورج ورئيس جيش هولندا في الهند الشرقية الملكية الجنرال هاين تيرورتيم لإمبراطورية اليابان، والتي قامت بغزو الهند الشرقية قبل شهر من ذلك. ونتيجة لذلك، وقعت جُزر الهند تحت الاحتلال الياباني، حيث قامت اليابان بحظر جميع المُنظمات وتم حل المجلس الإسلامي الإندونيسي في مايو، ولكن لم يدم ذلك طويلًا، حيث أُعيد تشكيل المجلس الإسلامي الإندونيسي في الخامس من سبتمبر عام 1942 بعد اجتماع ثلاثين عالمًا في فندق دي إنديز في جاكرتا، واعترفت به حكومة الاحتلال باعتبارها المُنظمة الإسلامية الوحيدة في إندونيسيا، وفي أواخر عام 1943، تم تغيير اسم المُنظمة إلى مجلس الجمعيات الإسلامية الإندونيسية. كما عمل فقيه عُضوًا في المجلس الاستشاري الذي ترعاه اليابان في سورابايا، وشغل هذا المنصب حتي نهاية الاحتلال، وعمل في الوقت ذاته في مجلس إدارة حزب ماشومي.
بعد القصف الذري على هيروشيما وناجازاكي وإعلان استقلال إندونيسيا في أغسطس عام 1945، بدأ اليابانيون في الانسحاب من الجمهورية الجديدة. وبدأت الحكومة الإندونيسية، ومقرها جاكرتا والتي كانت تضم أحمد سوكارنو رئيسًا لها ومحمد حاتا نائبًا للرئيس، في الاستيلاء على البنية التحتية من بعد اليابانيين. ولكن بحلول سبتمبر عام 1945، بدأت القوات البريطانية والهولندية المُتحالفة معها في الدخول إلى الأرخبيل، أملًا في استعادة الوضع الراهن. ركز البريطانيون في البداية على جاوة وسومطرة وحاولوا تجنب المُواجهات المسلحة مع القوات الجمهورية، بينما قضى الهولنديون الأشهر الأولى من استسلام اليابان في استعادة الجزر الشرقية بمساعدة أستراليا.
شارك فقيه، الذي بدأ في إجراء اتصالات مع الحكومة الجمهورية، في المُؤتمر الإسلامي الإندونيسي في جاكرتا من السابع إلى الثامن من نوفمبر عام 1945 وبناءً على تلك المُحادثات، حُول حزب ماشومي إلى حزب سياسي يُمثل المصالح الإسلامية. وعلى الرغم من عودة فقيه إلى غريسيك بعد المُؤتمر، فسرعان ما تم إجلائه هو وعائلته إلى مالانج بسبب اندلاع معركة سورابايا بين الجنود الجمهوريين والقوات البريطانية المُكلفة بإعادة أسرى الحرب الهولنديين.
عمل فقيه في مالانج مع ماسجكور وزينل أزيفين لبدء مُقاومة مُسلحة للقتال في الثورة ضد الأوروبيين العائديين. وشغل منصب نائب رئيس قيادة هذه المُقاومة، والتي تألفت من الوحدات الإسلامية التي تدربها اليابانيون، وهي وحدات سبيل الله وحزب الله. وبعد أن شن الهولندييون عملية كراي في ديسمبر 1948، هرب فقيه وعائلته إلى سوراكارتا حيث استعاد عمله مرة أخرى في المُحمدية. شغل فقيه منصب نائب رئيس في ظل حكم باغوسي هادكو سومو، وكثيرًا ما كان ينتقل بين سوراكارتا والمكتب الرئيسي للمُنظمة في يوجياكارتا.

## وزارة الشئون الدينية

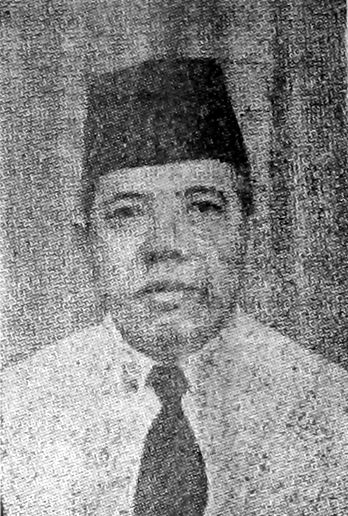
فقيه عثمان وزير الشئون الدينية عام 1952.

في أواخر عام 1949، عقدت الحكومتان الإندونيسية والهولندية مُؤتمرًا دام لعدة أشهر، نتج عنه اعتراف هولندي بالسيادة الإندونيسية في السابع والعشرين من ديسيمبر عام 1949. وقد أدى ذلك إلى تشكيل الولايات المتحدة الإندونيسة التي تتألف من ستة عشر ولاية. وفي الواحد والعشرين من يناير عام 1950، عُين فقيه وزيرًا للشئون الدينية بدلاً من ماسجكور في حكومة حليم ومُمثلًا عن إندونيسا. وفي هذه المرحلة، تكونت الجمهورية من يوجياكارتا وبنتن وأجزاء كبيرة من سومطرة، حينما بدأ فقيه بالعمل مع وزير الشئون الدينية لجمهورية إندونيسيا الساكارتية وحيد هشام، حيث وضعوا منهج ديني مُوحد في المدارس العامة وقاموا بتحديث التعليم في المدارس الدينية، كما عمل الاثنان على توحيد الوزارات. في السابع عشر من أغسطس عام 1950، أصبحت جمهورية إندونيسيا الساكارتية والولايات الأعضاء بها جُمهورية مُوحدة، حيث ظل هشام وحيد وزيرًا للشئون الدينية، بينما عُين فقيه مُديرًا للتربية الدينية.
في هذه الأثناء، كانت الفصائل المُختلفة في ماشومي في نزاع حول المسار الذي يسلكه الحزب، مما أدى إلى اعتقاد أعضاء حركة نهضة العُلماء أن الحزب أصبح سياسيًا ومُتخليًا عن جذوره الإسلامية. وعندما بدا مجلس وزراء ناصر في الانهيار، وهو أول مجلس وزراء بعد توحد الجُمهورية الجديدة، رشح حزب ماشومي فقيه وزيرًا مُحتملًا للشئون الدينية. ومما أدى إلى إثارة الجدل أن أربعة مناصب من أصل الخمسة المُخصصة للحزب شغلها بالفعل إناس ليسوا بأعضاء في حركة نهضة العُلماء، وأفضى ذلك في نهاية المطاف إلى انسحاب نهضة العُلماء من حزب الماشومي في الخامس من أبريل 1952، ومن ثم اختير فقيه بأغلبيه خمسة أصوات، بينما حصل المُرشح الذي يليه عثمان راليبي على أربعة أصوات.
تولي فقيه منصب وزير الشئون الدينية في حكومة ويلوبوا وأدى اليمين الدستورية في الثالث من أبريل عام 1952 مما ادى إلى انتقاله وعائلته إلى العاصمة جاكرتا، وبدأ العمل على إصلاح الوزارة، بما في ذلك إضفاء الطابع الرسمي إلى مهمته في توفير مُعلمي الدين وتعزيز العلاقات بين الأديان، وتحديد مواعيد الأعياد الدينية وعمل أيضا على البنية الداخلية، بما في ذلك تنظيم التسلسل الهرمي للقيادة في الوزارة وافتتاح الفروع المحلية والإقليمية؛ كما واصلت الوزارة تعزيزها للتربية الدينية، وكلفت بمهمة التعامل مع العديد من الحجاج الإندونيسيين الذاهبين للحج. ولكن ما لبث أن انهارت حكومة ويلوبوا في الثلاثين من يوليو عام 1953، عقب نزاع حول الأراضي والهجرة في ميدان واستبدل فقيه بماسجكور.

## أعماله الأخرى
واصل فقيه العمل مع الوزارة والجمعية المُحمدية، حيث شغل منصب أول نائب رئيس للمُنظمة في عهد أحمد رسييد سوتان منصور. وفي عام 1956، كان فقيه واحد من ثلاثة أعضاء من الجمعية المُحمدية الذين قدموا مفهومهم عن المُجتمع الإسلامي الحقيقي، مُركزًا على التعليم الاجتماعي. وخلال تلك الفترة، كان فقيه أكثر نشاطًا في حزب ماشومي وعضوًا في الجمعية الدستورية. وفي عام 1955، أصبح فقيه عضوًا في الجمعية الدستورية لإندونيسيا، والتي تهدف إلى الوصول إلى اتفاق لدستور وطني جديد، ولكنها فشلت في الحصول على إجماع، وسرعان ما أحلها الرئيس سوكارنو بقراره الصادر في الخامس من يوليو عام 1959. في العام ذاته، تعاون فقيه مع هامكا ويوير جوزويف وأحمد جوزيف لإطلاق مجلة ماسجاراكات باندجي، وأعقبه حل حزب ماشومي في السابع عشر من أغسطس عام 1960 بسبب تورط قيادين بارزين في حزب ماشومي وهما محمد ناصر وسجافرودين برانيجارا مع الحكومة الثورية في إندونيسيا، وتدخل فقيه للمُفاوضة مع الحكومة الثورية، وعمل بعد ذلك مع محمد رويم.

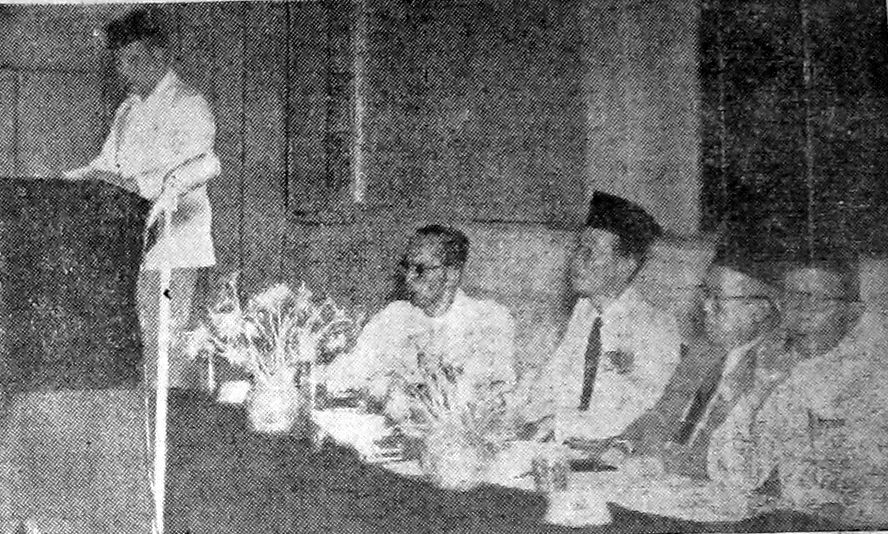
فقيه يُلقي خطابه في اجتماع للجمعية المُحمدية عام 1952.

أفسح حل حزب ماشومي المزيد من الوقت لفقيه للتركيز على الجمعية المُحمدية حيث شعل منصب نائب رئيس المُنظمة للمرة الثانية في عهد يونس أنيس. وفي خلال الدورة القيادية التي تديرها المُنظمة خلال شهر رمضان عام 1380 هجريًا (فبراير- مارس عام 1961)، بدأ فقيه في تعزيز الهوية المُؤسسية من خلال مُحاضرة بعنوان ما هي الجمعية المُحمدية، مما أدى إلى إبراز المُنظمة كواحدة من المُنظمات الدعوية مع تركيزها على القضايا الواقعية واستعدادها للعمل مع الحكومة لضمان مُستقبل مُزدهر للمُسلمين. وقد تم صياغة هذه المفاهيم في وقت لاحق من عام 1962 واعتمدت كهوية مُؤسسية، حيث دعت الجمعية المُحمدية للعمل من أجل خلق مُجتمع إسلامي حقيقي رافضًا للسياسة اليسارية، وأعقب ذلك إعادة بناء داخل المُنظمة لتقبل الهوية الجديدة بشكل أفضل.
من عام 1962 حتى عام 1965، شغل فقيه منصب النائب الأول لرئيس الجمعية المُحمدية في عهد أحمد بدوي، حيث قام بالتوجيه والإرشاد للقادة الدينيين الشباب. وأثناء عمليات القتل وانتقال السلطة التي أعقبت مُحاولة انقلاب 30 سبتمبر، أرسل فقيه وعدة أعضاء من الجمعية المُحمدية رسالة يطلب فيها السماح لحزب ماشومي بالإصلاح، إلا أنه طلبه قُوبل بالرفض. وفي فترة ولاية بدوي الثانية، شغل فقيه منصب مُستشار له وكثيرًا ما كان يتولي مسئوليات إدارية، واخُتير كرئيس للمُؤسسة في المُؤتمر السابع والثلاثين للمُحمدية عام 1968.

## موته ووصيته
عندما اُختير فقيه رئيسًا للمُنظمة، بدأ العمل لضمان أن يكون له خليفة من بعده حيث أن صحته كانت في تدهور مستمر. وفي الثاني من أكتوبر 1968، عقد فقيه اجتماعًا مُشتركًا لمجلس الإدارة في منزله، وضع فيه الخطوط العريضة لفترة قيادته لثلاث سنوات لاحقة، كما عين فقيه كل من رجيدي وعبد الرزق فخر الدين نائبين مُؤقتين له أثناء سفره للخارج لتلقي العلاج الطبي. وبعد بضعة أيام فقط من اختياره لمنصبه الجديد، وافته المنية في الثالث من أكتوبر عام 1968، ليحل محله فخر الدين، حيث عمل رئيسًا للمُنظمة لمدة 24 عامًا.
يُعرف الآن الشارع الذي قضي فيه فقيه طفولته باسم شارع عُثمان، ولا يزال فقيه يحظى باحترام كبير من قبل الجمعية المُحمدية حيث يعود له الفضل في تكوين الشخصية المُحمدية أو الهوية المُؤسسية للمُحمدية. ومن مُنطلق التقدير لفقيه، قامت الجمعية المُحمدية بتسجيل فترة عمله كرئيس لثلاث سنوات كاملة. وكتب أحمد ديدان سيف الدين عضو هيئة التدريس في جامعة شريف هداية الله الإسلامية أن فقيه كرس جل حياته من أجل التعليم، مُشيرًا إلى أن خمسة من أبناء فقيه السبعة أصبحوا يحملون درجة الدكتوراه في الفلسفة، وأضاف سيف الدين أنه بسبب نقص الموارد البشرية، كانت إصلاحات فقيه محدودة خلال فترة توليه وزير للشئون الدينية. ووصف رئيس الجمعية المُحمدية السابق أحمد سيامي معاريف فقيه بأنه ماء طهور، حيث كان بمثابة المهدئ للجمعية المُحمدية في فترة اضطرابها.